# San Giosafat al Gianicolo
San Giosafat al Gianicolo, även benämnd San Giosafat Kuncevic, är en kyrkobyggnad i Rom, helgad åt den helige martyren Josafat Kuncewycz (1580–1623). Kyrkan är belägen vid Passeggiata del Gianicolo på Janiculum i Rione Trastevere och tillhör församlingen Santa Dorotea.
San Giosafat är en av Ukrainas tre nationskyrkor i Rom; de två andra är Santi Sergio e Bacco och Santa Sofia a Via Boccea. Kyrkan ingår i Påvliga ukrainska kollegiet, vilket förestås av Helige Josafats basilianmunkar.

## Historia
Kyrkan fullbordades år 1932 efter ritningar av arkitekten Giuseppe Momo (1875–1940).